# Krom
Króm (latinsko chromium iz grške besede chroma; barva) je kemični element s simbolom Cr in atomskim številom 24 v periodnem sistemu. Je jekleno-siva, sijoča in trdna kovina, ki jo je moč izjemno poleščiti in se težko spaja ter je odporna proti koroziji in potemnitvi.
Najpogostejša oksidacijska stanja kroma so +2, +3, in +6, kjer je +3 najstabilnejše. Relativno redkejša sta +4 in +5. Spojine kroma z oksidacijskim stanjem 6 so močni oksidanti.